# Yann Martel
Yann Martel (Salamanca, 1963. június 25. –) kanadai író, a Man Booker-díjas Pi élete című regény szerzője.

## Pályája
Spanyolországban született, gyermek- és fiatalkorában a világ különböző pontjain – Alaszkában, Brit-Kolumbiában, Costa Ricában, Franciaországban, Ontarióban és Mexikóban – élt családjával, mivel édesapja, Émile Martel francia-kanadai író, költő, fordító 1967 és 1999 között diplomataként dolgozott. Felnőttként bejárta a világot, hosszabb időt töltött Törökországban, Iránban, Indiában. A Trent University (Peterborough, Ontario) filozófia szakán 1980-ban kezdte meg tanulmányait, 1985-ben szerzett alapfokú (BA) diplomát. Tanulmányai közben különféle alkalmi munkákat vállalt: fát ültetett, mosogatott, és biztonsági őrként is dolgozott. 27 éves kora óta írásból él.
Első műve, a A helsinki Roccamatio család a tények tükrében című novelláskötet 1993-ban jelent meg, ezt követte első regénye, a Self 1996-ban. 2002-ben került a figyelem középpontjába, amikor megnyerte a Man Booker-díjat a Pi életéért. Második és egyben máig legnépszerűbb regényének témája szorosan kötődik a hithez, és főbb szereplői – Pi Patel, egy hajótörést túlélő kisfiú mellett – állatok. A szerző a regény megírása előtt hosszabb időt töltött Indiában, mecseteket, templomokat és állatkerteket látogatott, majd visszatérve Kanadába vallási, etológiai kutatásokat végzett, katasztrófa- és hajótörésekről szóló történeteket olvasott. 2004-ben jelent meg második novelláskötete.
A Saskatchewan Egyetemen tevékenykedik, végzi kutatásait. 2007 áprilisa óta minden második hétfőn küld egy könyvet és egy levelet, amelyben a könyvet ajánlja Stephen Harper, kanadai miniszterelnök részére. Könyvajánlóit és az azokra kapott választ a What is Stephen Harper reading? (Mit olvas Stephen Harper?) elnevezésű oldalon publikálja.
Saskatoonban él Alice Kuipers íróval és fiukkal.

## Művei
- 1993 The Facts Behind the Helsinki Roccamatios
- 1996 Self
- 2001 Life of Pi
- 2004 We Ate The Children Last (novellák)
- 2010 Beatrice and Virgil
- 2016 The High Mountains of Portugal

## Magyarul megjelent művei
- Pi élete; ford. Szász Imre, Gy. Horváth László; Európa, Bp., 2004 ISBN 963-07-7579-4
- A helsinki Roccamatio család a tények tükrében; ford. Pék Zoltán; Európa, Bp., 2007 ISBN 978-963-07-8350-7
- Beatrice és Vergilius; ford. Hordós Marianna; Cartaphilus, Bp., 2012